# کریستف کو
کریستف کو (فرانسوی: Christophe Coue‎؛ زادهٔ ۲۳ مارس ۱۹۸۲) بازیکن فوتبال اهل فرانسه است.

## باشگاهی
از باشگاه‌هایی که در آن بازی کرده‌است می‌توان به باشگاه فوتبال ونس، باشگاه فوتبال لوریان و باشگاه فوتبال کلرمون فوت اشاره کرد.